# Yttröskogens naturreservat
Yttröskogens naturreservat är ett naturreservat i Tierps kommun i Uppsala län.
Området är naturskyddat sedan 2006 och är 57 hektar stort. Reservatet består av barrskog och sumpskog, mer frodig i väster och fattigare i öster med torvmarker.